# Dépôt de munitions de Mitholz
Le dépôt de munitions de Mitholz est une ancienne forteresse de l'armée suisse, principalement utilisée pour stocker des munitions. Situé au niveau du village de Mitholz sur la commune de Kandergrund, le dépôt est en grande partie détruit lors de l'explosion du dépôt le 19 décembre 1947.
Réaffecté en 1982 en pharmacie militaire, le site est fermé en 2018 devant le risque d'une nouvelle explosion causée par des munitions enfouies sous les gravats de 1947.

## Géographie
Le dépôt de munitions de Mitholz est situé a proximité du village de Mitholz (commune de Kandergrund) dans l'Oberland bernois. Il s'agit d'une installation fortifiée creusée dans la falaise de la Flue qui surplombe le village (à l'est).

## Organisation
Le site de Mitholz est créé et administré par l'armée suisse.
À sa fondation, le dépôt de munitions de Mitholz est constitué de 6 galeries de stockage de munitions indépendantes, toutes reliées à une galerie de chemin de fer.
Les 6 galeries de stockage sont creusées sous la falaise de la Flue en direction de l'est. Elles mesurent environ 150 mètres de long.
La galerie de chemin de fer est perpendiculaire aux galeries de stockage. Elle servait pour la logistique du dépôt (acheminement et déchargement des stocks de munitions).
Un poste de commandement ainsi que diverses installations (ex : galerie de liaison entre les espaces de stockages) font également partie des installations souterraines. À l'extérieur de la falaise, un bâtiment dédié aux services administratifs du site est construit.

## Histoire

### Mise en place
Le dépôt de munitions de Mitholz est mis en place par l'armée suisse durant la Seconde guerre mondiale.

### Projets de réaffectation
À partir de 1953, l'armée suisse réhabilite le site et envisage plusieurs réaffectations, principalement autour d'activités de nature chimique (laboratoire) ou sanitaire (hôpital).

### Pharmacie militaire
De 1982 à 2018, le site de Mitholz devient une pharmacie militaire. Le personnel de la base, environ 130 personnes dont des recrues (service militaire), fabriquait des médicaments simples.

### Projet de centre de stockage de données et de calcul
À partir des années 2010, l'armée suisse envisage d'installer un centre militaire pour le stockage de données et le calcul (data center) à Mitholz. Dans le cadre de ce projet, des expertises sont réalisées pour évaluer les dangers liés aux explosifs enfouis sous les gravats de l'explosion de 1947. Ces  travaux concluent à la réévaluation du danger du dépôt de Mitholz et des risques d'une nouvelle explosion,.
Le projet de centre de stockage de données et de calcul est abandonné par les forces armées pendant que les autorités politiques cantonales et fédérales lancent un vaste programme de déminage et dépollution définitive du site,,.